# Ypsolopha dorsimaculella
Ypsolopha dorsimaculella là một loài bướm đêm thuộc họ Ypsolophidae. Nó được tìm thấy ở khắp Bắc Mỹ. In Canada, nó được tìm thấy ở British Columbia, Alberta và Saskatchewan. Nó được tìm thấy ở hầu hết the continental Hoa Kỳ. The habitat consists of mixed wood forests, riparian areas và possibly scrubland.
Sải cánh dài 18.5–19.5 mm. Con trưởng thành bay từ tháng 6 đến tháng 8. Adults are of a uniform, drab colour.